# Associazione sammarinese protezione animali
L'Associazione sammarinese protezione animali (APAS) è l'unica organizzazione animalista sammarinese, è stata fondata il 4 settembre 1986. L'associazione gestisce un canile, prima con sede a Montecchio di Città di San Marino (1987-1992) e dal 1992 con sede a Faetano accanto alla sede dell'associazione in strada Fonte del Tauro, 1.
La Repubblica di San Marino, sotto la spinta dell'APAS, ha emanato le seguenti leggi:
- Legge 23 aprile 1991, n° 54 - Prevenzione del randagismo, tutela della popolazione canina e della salute pubblica
- Legge 25 luglio 2003 n° 101 - Disposizioni di tutela penale dei diritti degli animali
- Legge 28 ottobre 2004 n° 147 - Istituzione del divieto di utilizzare pelli di animali d'affezione
- Decreto 28 aprile 2005 n° 58 - Monitoraggio e controllo della Volpe - Vulpes vulpes
- Legge 12 aprile 2007 n° 52 - Salvaguardia della fauna selvatica e attuazione del Piano faunistico Venatorio
- Legge 3 ottobre 2007 n° 108 - Disposizioni sul divieto di sperimentazione animale nella Repubblica di San Marino

L'attuale presidente è Emanuela Stolfi.